# ボル・ボル
ボル・マヌート・ボル（Bol Manute Bol, 1999年11月16日 - ）は、アメリカ合衆国のプロバスケットボール選手。スーダンのハルツーム州ハルツーム出身。NBAのフェニックス・サンズに所属している。ポジションはセンター。実父は元NBA選手で、ブロック王として名を馳せたマヌート・ボル。

## 経歴

### 生い立ち
スーダンで生まれたが、2歳のときに第二次スーダン内戦の影響でアメリカ合衆国に家族で亡命し、その後はアメリカで生活した。2010年ボルが10歳の時に父親のマヌート・ボルを亡くしてしまう。

### カレッジ
オレゴン大学で1年間プレーし、2019年のNBAドラフトにアーリーエントリーした。

### NBA

#### デンバー・ナゲッツ
大学での活躍からドラフトでは上位指名が確実視されていたが、大学時代に負った左足の疲労骨折の影響を懸念し指名を見送るチームが続出。そして2巡目全体44位でようやくマイアミ・ヒートから指名を受け、その後にトレードでデンバー・ナゲッツに交渉権が移り、2019年9月6日にナゲッツとのツーウェイ契約に合意した。
2020年11月24日にナゲッツとの2年総額420万ドルの本契約に合意した。
2022年1月1日のヒューストン・ロケッツ戦でシーズンハイとなる11得点を記録し、チームは124-111で勝利した。同月10日にロドニー・マグルーダー、2022年のドラフト2巡目指名権とのトレードでデトロイト・ピストンズへ移籍したが、身体検査で異常が見つかり、3日後にトレードが無効となった。

#### オーランド・マジック
2022年1月19日に3チームが絡むトレードでPJ・ドジアーと共にボストン・セルティックスへ放出されたが、その後2月10日に将来のドラフト2巡目指名権とのトレードで、PJ・ドジアー、2023年のプロテクト付き2巡目指名権、金銭と共にオーランド・マジックへ移籍した。
2022年7月7日にマジックとの再契約に合意した。11月16日のミネソタ・ティンバーウルブズ戦でキャリアハイとなる26得点を含む12リバウンド、3ブロックを記録したが、チームは108-126で敗れた。
2023年7月4日にマジックから解雇された。

#### フェニックス・サンズ
2023年7月18日にフェニックス・サンズとの1年契約に合意した。2024年1月1日のポートランド・トレイルブレイザーズ戦で11得点、9リバウンドを記録し、チームは109-88で勝利した。同月23日のヒューストン・ロケッツ戦でシーズンハイとなる25得点、14リバウンドを含む1スティール、1ブロックを記録したが、チームは110-114で惜敗した。
2024年7月7日にサンズとの再契約に合意した。

## 個人成績

### NBA

#### レギュラーシーズン
| シーズン | チーム | GP  | GS | MPG  | FG%  | 3P%  | FT%  | RPG | APG | SPG | BPG | PPG |
| -------- | ------ | --- | -- | ---- | ---- | ---- | ---- | --- | --- | --- | --- | --- |
| 2019–20  | DEN    | 7   | 0  | 12.4 | .500 | .444 | .800 | 2.7 | .9  | .3  | .9  | 5.7 |
| 2020–21  | DEN    | 32  | 2  | 5.0  | .431 | .375 | .667 | .8  | .2  | .1  | .3  | 2.2 |
| 2021–22  | DEN    | 14  | 0  | 5.8  | .556 | .250 | .400 | 1.4 | .4  | .1  | .1  | 2.4 |
| 2022–23  | ORL    | 70  | 33 | 21.5 | .546 | .265 | .759 | 5.8 | 1.0 | .4  | 1.2 | 9.1 |
| 2023–24  | PHX    | 43  | 0  | 10.9 | .616 | .423 | .789 | 3.2 | .4  | .2  | .6  | 5.2 |
| 2024–25  | PHX    | 36  | 10 | 12.4 | .525 | .344 | .769 | 2.9 | .6  | .3  | .7  | 6.8 |
| 通算     | 通算   | 202 | 45 | 13.6 | .545 | .332 | .749 | 3.5 | .6  | .3  | .8  | 6.2 |

#### プレーオフ
| シーズン | チーム | GP | GS | MPG | FG%  | 3P%  | FT%  | RPG | APG | SPG | BPG | PPG |
| -------- | ------ | -- | -- | --- | ---- | ---- | ---- | --- | --- | --- | --- | --- |
| 2020     | DEN    | 4  | 0  | 5.3 | .556 | .667 | .875 | 1.3 | .0  | .4  | .2  | 4.8 |
| 2021     | DEN    | 3  | 0  | 2.0 | .000 | .000 | ---  | .3  | .7  | .0  | .0  | .0  |
| 2024     | PHX    | 3  | 0  | 4.3 | .333 | ---  | ---  | 1.3 | .0  | .3  | .0  | .7  |
| 通算     | 通算   | 10 | 0  | 4.0 | .462 | .500 | .875 | 1.0 | .2  | .3  | .2  | 2.1 |

### カレッジ
| シーズン | チーム   | GP | GS | MPG  | FG%  | 3P%  | FT%  | RPG | APG | SPG | BPG | PPG  |
| -------- | -------- | -- | -- | ---- | ---- | ---- | ---- | --- | --- | --- | --- | ---- |
| 2018–19  | オレゴン | 9  | 9  | 29.8 | .561 | .520 | .757 | 9.6 | 1.0 | .8  | 2.7 | 21.0 |